# قائمة زملاء الجمعية الملكية المنتخبين في 1705
هذه الصفحة تعرض قائمة زملاء الجمعية الملكية المُنتخبين لعام 1705.

## الزملاء
- Sir Gilbert Heathcote, 1st Baronet [الإنجليزية]‏
- William Nicolson [الإنجليزية]‏
- فرانسيس هاكسبي
- John Mortimer (agriculturalist) [الإنجليزية]‏